# Landrace (suíno)
O Landrace dinamarquês (em dinamarques: dansk landrace; dansk landracesvin) é uma raça de porco de médio a grande porte, na cor branca, com corpo longo, pelos finos, focinho longo, e orelhas caídas e pesadas. Eles são criados para produção de carne.
Há duas variedades distintas, o branco (hvid) e o malhado (sortbroget).

## Características
O Landrace dinamarquês é um porco de médio a grande porte, longo, com pouca gordura. Ele é branco, com poucos pelos que são curtos. O focinho é longo, e as orelhas grandes inclinam-se para a frente. Ele tem um flanco profundo e carece de rugas e excesso de gordura, encontradas em algumas outras raças.

## Landrace
O termo Landrace (Land+race; em português "raça-da-terra") é comumente utilizado para designar qualquer espécie de animal de uma variedade nativa, regional e endêmica, e que ainda não é considerada uma raça pura, sendo especialmente utilizada em fazendas apenas por sua funcionalidade. O termo é usado para cães e outras espécies de animais. O porco landrace dinamarquês, apesar de ser uma raça registrada, conserva o nome desde sua origem, que terminou por se fixar.

## História
A primeira vara de Landrace dinamarquês registrada foi estabelecida em 1896, na Dinamarca, com a primeira progênie e testes similares ocorrendo em 1907. Desde então, a produção e testes de qualidade tornaram-se uma parte regular no programa de melhoramento do suíno dinamarquês. Principalmente porque com esta raça, a Dinamarca tornou-se exportador mundial chefe de bacon do país e, por muitos anos, recusou a exportação de animais puros da raça Landrace para proteger esta posição. Os registros genealógicos são regidos pela Denmark's Landsudvalget for Svineavl og Production (Comissão Nacional para a Criação de animais e Produção). A pesquisa e o melhoramento da raça, é ainda contínua. Em um período de sete anos entre 1970 e 1980, houve melhora no ganho de peso diário, na conversão alimentar, na porcentagem de carne para osso na carcaça e o índice de qualidade.
O Landrace Dinamarquês foi exportado para os Estados Unidos , Canadá, Brasil, Chile, México, Japão, Taiwan, República popular da China, Filipinas, Malásia, Suécia, Tailândia, a ex-URSS, Albânia, Hungria, Grécia, Alemanha e vários países Africanos.